# バルテルミー・カトリーヌ・ジュベール
バルテルミー・カトリーヌ・ジュベール（Barthélemy Catherine Joubert, 1769年4月14日 - 1799年8月15日）は、フランス革命戦争期に活躍したフランスの軍人・将軍。

## 初期の経歴
ポン・ドゥ・ヴォーで弁護士の息子として生まれたジュベールは、1784年に砲兵隊へ入隊するために学校から脱走を試みるが、失敗して連れ戻され、リヨンとディジョンへ法律の勉強のために強制的に留学させられた。1791年、フランス革命戦争が勃発すると、彼はフランス革命軍に入隊し、同僚の選挙によって伍長、続いて軍曹へ昇進した。1792年1月には士官候補生となり、11月にイタリア戦役で初の実戦を経験した。1793年11月、ジュベールはタンド峠の防塁を敵の一個大隊の攻勢に対し、たったの30人の部下を率いて防戦を行い、一躍有名となった。この戦いで負傷して捕虜となったジュベールは、オーストリア軍の総司令によって即座に解放された。1794年にも精力的に交戦を行い、1795年には准将に任命された。

## 1796年から1798年
1796年のイタリア戦役では、オージュロー配下の旅団の一つを指揮して活躍し、イタリア方面司令官であったナポレオンの目に留まった。1796年12月には一個師団の指揮官に任命され、重要な別働隊の指揮官にたびたび指名された。リヴォリの戦いでは、マントヴァへ対する敵の援軍の防衛線の一画として活躍した。1799年のオーストリア侵攻戦においては、チロルでナポレオン軍の左翼別働隊を率いて侵攻し、シュタイアーマルクでは山脈を利用し、再びナポレオンと合流して戦った。

## 1799年
ジュベールは続いてネーデルラントやラインラント、イタリア半島で様々な部隊を率い、1799年1月まで最高指揮官を務めた。しかし行政当局と対立し、辞職してフランスへ帰国し、6月にシャルル・ルイ・ユゲ侯爵の娘（後のマクドナル元帥の妻）と結婚した。しかしジュベールは直ちに再び戦場へ呼び戻され、7月中旬にはモロー将軍から部隊を引き継いだ（ただしモローはジュベールの説得により即座には新たな任地へ転任しなかった）。
ジュベールはモローと共に敵の総司令官であるロシア帝国元帥スヴォーロフにより決戦を強いられ、ノーヴィの戦いにおいて開戦後すぐに戦死し、フランス軍は敗北した。戦いの後、彼の遺体はトゥーロンに運び込まれ、ラ・ムールグ砦に埋葬された。
ジュベールはナポレオン自身によって将来の偉大な指揮官として抜擢された。総裁政府は服喪の式を行って、彼に敬意を証した。ジュベールのブール・カン・ブレスに立てられた記念碑は王政復古後、ルイ18世の命令により破壊されたが、別の記念碑がポン・ドゥ・ヴォーに後に組み立てられた。
| 軍職                  | 軍職                | 軍職                              |
| --------------------- | ------------------- | --------------------------------- |
| 先代 ジョセフ・ジロー | パリ軍事総督 1799年 | 次代 ジャン＝アントワーヌ・マルボ |